# Ole Rasmussen
Ole Bo Rasmussen (* 19. března 1952, Holme-Olstrup) je bývalý dánský fotbalista. Povětšinou nastupoval na postu krajního obránce. S dánskou reprezentací získal bronzovou medaili na mistrovství Evropy v roce 1984, hrál ve dvou ze čtyř dánských zápasů na turnaji. Za národní tým nastupoval v letech 1975–1984 a odehrál 41 utkání, v nichž vstřelil jednu branku. Na klubové úrovni hrál za Næstved Boldklub (1971–1975, 1984–1986), Herthu Berlín (1976–1980, 1981–1984) a Odense BK (1980–1981). S Herthou dosáhl v německé bundeslize třetího místa v sezóně 1977–78. Po skončení hráčské kariéry se stal zemědělcem.